# Tour du Piémont 2023
 (mars 2025).
 (mars 2025).
Le Tour du Piémont 2023 (officiellement Gran Piemonte 2023) est la 107e édition de cette course cycliste masculine sur route. Il a lieu le 5 octobre 2023, sur une distance de 152 kilomètres entre Borgofranco d'Ivrea et Favria, dans le Piémont, en Italie. Il fait partie du calendrier UCI ProSeries 2023 en catégorie 1.Pro.

## Présentation
Le Tour du Piémont connaît en 2023 sa 107e édition. Il est organisé par RCS Sport, filiale du groupe RCS MediaGroup qui organise également le Tour d'Italie, Milan-San Remo, le Tour de Lombardie, Tirreno-Adriatico et Milan-Turin. Elle fait partie du calendrier de l'UCI ProSeries en catégorie 1.Pro.

### Parcours
Le parcours de l'édition 2023 est très différent de celui de l'édition précédente. Il compte 46 kilomètres de moins. Les villes de départ (Borgofranco d'Ivrea) et d'arrivée (Favria) sont différentes. Les coureurs passent une première fois la ligne d'arrivée à Favria après 75 premiers kilomètres relativement plats. La seconde partie de la course est plus accidentée avec quatre ascensions dont la troisième est la plus dure et la plus longue (4,9 km avec une pente moyenne de 9 %) menant à Alpette (altitude : 966 m). Elle est franchie à 30 km du terme. La dernière difficulté du jour est la côte de Prascorsano (4,4 km avec une pente moyenne de 3,4 %) dont le sommet est situé à 16,4 km de l'arrivée. Après une bonne douzaine de kilomètres de descente et trois kilomètres de plat, les coureurs rejoignent Favria.

### Équipes
Vingt-deux équipes sont au départ de la course : quinze équipes UCI WorldTeam et sept UCI ProTeam.
| WorldTeams (15)- Alpecin-Deceuninck - Astana Qazaqstan Team - Bahrain Victorious - Bora-Hansgrohe - Cofidis - EF Education-EasyPost - Ineos Grenadiers - Intermarché-Circus-Wanty - Jumbo-Visma - Lidl-Trek - Movistar Team - Soudal Quick-Step - Team DSM-Firmenich - Team Jayco AlUla - UAE Team Emirates ProTeams (7)- Eolo-Kometa - Green Project-Bardiani CSF-Faizanè - Israel-Premier Tech - Lotto Dstny - Q36.5 Pro Cycling Team - Team Corratec-Selle Italia - Tudor Pro Cycling Team |
| |

## Classement final
| \| Classement général \| Classement général \| Classement général \| Classement général \| Classement général \| \| Coureur \| Coureur \| Pays \| Équipe \| Temps \| \| ------------------ \| ------------------ \| ------------------ \| ---------------------------------- \| ------------------ \| \| 1er \| Andrea Bagioli \| Italie \| Soudal Quick-Step \| 3 h 20 min 25 s \| \| 2e \| Marc Hirschi \| Suisse \| UAE Team Emirates \| + 0 s \| \| 3e \| Alex Aranburu \| Espagne \| Movistar Team \| + 0 s \| \| 4e \| Filippo Ganna \| Italie \| Ineos Grenadiers \| + 11 s \| \| 5e \| Rui Costa \| Portugal \| Intermarché-Circus-Wanty \| + 11 s \| \| 6e \| Georg Zimmermann \| Allemagne \| Intermarché-Circus-Wanty \| + 11 s \| \| 7e \| Martin Marcellusi \| Italie \| Green Project-Bardiani CSF-Faizanè \| + 16 s \| \| 8e \| Harold Tejada \| Colombie \| Astana Qazaqstan Team \| + 16 s \| \| 9e \| Antonio Tiberi \| Italie \| Bahrain Victorious \| + 16 s \| \| 10e \| Nick Schultz \| Australie \| Israel-Premier Tech \| + 16 s \| |                   |           |                                    |                 |
| |                   |           |                                    |                 |
| Source : ProCyclingStats |                   |           |                                    |                 |
| Classement général |                   |           |                                    |                 |
| Coureur | Coureur           | Pays      | Équipe                             | Temps           |
| 1er | Andrea Bagioli    | Italie    | Soudal Quick-Step                  | 3 h 20 min 25 s |
| 2e | Marc Hirschi      | Suisse    | UAE Team Emirates                  | + 0 s           |
| 3e | Alex Aranburu     | Espagne   | Movistar Team                      | + 0 s           |
| 4e | Filippo Ganna     | Italie    | Ineos Grenadiers                   | + 11 s          |
| 5e | Rui Costa         | Portugal  | Intermarché-Circus-Wanty           | + 11 s          |
| 6e | Georg Zimmermann  | Allemagne | Intermarché-Circus-Wanty           | + 11 s          |
| 7e | Martin Marcellusi | Italie    | Green Project-Bardiani CSF-Faizanè | + 16 s          |
| 8e | Harold Tejada     | Colombie  | Astana Qazaqstan Team              | + 16 s          |
| 9e | Antonio Tiberi    | Italie    | Bahrain Victorious                 | + 16 s          |
| 10e | Nick Schultz      | Australie | Israel-Premier Tech                | + 16 s          |

## Liste des participants
| Movistar Team MOV | Movistar Team MOV          | Movistar Team MOV |
| ----------------- | -------------------------- | ----------------- |
| Num               | Coureur                    | Pos               |
| 1                 | Iván García Cortina (ESP)  | 72e               |
| 2                 | Alex Aranburu (ESP)        | 3e                |
| 3                 | Matteo Jorgenson (USA)     | 25e               |
| 4                 | Max Kanter (GER)           | 100e              |
| 5                 | Oier Lazkano (ESP) (route) | 90e               |
| 6                 | José Joaquín Rojas (ESP)   | 63e               |
| 7                 | Iván Sosa (COL)            | 49e               |

| Alpecin-Deceuninck ADC | Alpecin-Deceuninck ADC  | Alpecin-Deceuninck ADC |
| ---------------------- | ----------------------- | ---------------------- |
| Num                    | Coureur                 | Pos                    |
| 11                     | Alex Bogna (AUS)        | 82e                    |
| 12                     | Jimmy Janssens (BEL)    | 116e                   |
| 13                     | Axel Laurance (FRA)     | 34e                    |
| 14                     | Xandro Meurisse (BEL)   | 26e                    |
| 15                     | Stefano Oldani (ITA)    | 33e                    |
| 16                     | Jason Osborne (GER)     | 115e                   |
| 17                     | Kristian Sbaragli (ITA) | 68e                    |

| Astana Qazaqstan Team AST | Astana Qazaqstan Team AST | Astana Qazaqstan Team AST |
| ------------------------- | ------------------------- | ------------------------- |
| Num                       | Coureur                   | Pos                       |
| 21                        | Fabio Felline (ITA)       | 58e                       |
| 22                        | Cees Bol (NED)            | 118e                      |
| 23                        | Gianmarco Garofoli (ITA)  | 127e                      |
| 24                        | David de la Cruz (ESP)    | 17e                       |
| 25                        | Gianni Moscon (ITA)       | 114e                      |
| 26                        | Christian Scaroni (ITA)   | 59e                       |
| 27                        | Harold Tejada (COL)       | 8e                        |

| Bahrain Victorious TBV | Bahrain Victorious TBV    | Bahrain Victorious TBV |
| ---------------------- | ------------------------- | ---------------------- |
| Num                    | Coureur                   | Pos                    |
| 31                     | Mikel Landa (ESP)         | 48e                    |
| 32                     | Santiago Buitrago (COL)   | 24e                    |
| 33                     | Nicolò Buratti (ITA)      | 103e                   |
| 34                     | Andrea Pasqualon (ITA)    | AB                     |
| 35                     | Hermann Pernsteiner (AUT) | 44e                    |
| 36                     | Antonio Tiberi (ITA)      | 9e                     |
| 37                     | Edoardo Zambanini (ITA)   | 117e                   |

| Bora-Hansgrohe BOH | Bora-Hansgrohe BOH     | Bora-Hansgrohe BOH |
| ------------------ | ---------------------- | ------------------ |
| Num                | Coureur                | Pos                |
| 41                 | Patrick Konrad (AUT)   | 123e               |
| 42                 | Giovanni Aleotti (ITA) | 41e                |
| 43                 | Bob Jungels (LUX)      | 16e                |
| 44                 | Florian Lipowitz (GER) | 15e                |
| 45                 | Anton Palzer (GER)     | 77e                |
| 46                 | Ide Schelling (NED)    | AB                 |
| 47                 | Frederik Wandahl (DEN) | 122e               |

| Cofidis COF | Cofidis COF            | Cofidis COF |
| ----------- | ---------------------- | ----------- |
| Num         | Coureur                | Pos         |
| 51          | Guillaume Martin (FRA) | DQ          |
| 52          | Simon Geschke (GER)    | 93e         |
| 53          | Jesús Herrada (ESP)    | 87e         |
| 54          | Axel Mariault (FRA)    | 89e         |
| 55          | Rémy Rochas (FRA)      | 46e         |
| 56          | Hugo Toumire (FRA)     | 66e         |
| 57          | Harrison Wood (GBR)    | 111e        |

| Team Corratec-Selle Italia COR | Team Corratec-Selle Italia COR | Team Corratec-Selle Italia COR |
| ------------------------------ | ------------------------------ | ------------------------------ |
| Num                            | Coureur                        | Pos                            |
| 61                             | Andrii Ponomar (UKR)           | NP                             |
| 62                             | Matteo Amella (ITA)            | 81e                            |
| 63                             | Antoine Debons (SUI)           | 88e                            |
| 64                             | Alessandro Iacchi (ITA)        | AB                             |
| 65                             | Simone Olivero (ITA)           | AB                             |
| 66                             | Charlie Quarterman (GBR)       | 133e                           |
| 67                             | Karel Vacek (CZE)              | 79e                            |

| EF Education-EasyPost EFE | EF Education-EasyPost EFE | EF Education-EasyPost EFE |
| ------------------------- | ------------------------- | ------------------------- |
| Num                       | Coureur                   | Pos                       |
| 71                        | Jonathan Caicedo (ECU)    | 19e                       |
| 72                        | Diego Camargo (COL)       | 47e                       |
| 73                        | Mikkel Honoré (DEN)       | 32e                       |
| 74                        | Andrea Piccolo (ITA)      | 70e                       |
| 75                        | Sean Quinn (USA)          | 75e                       |
| 76                        | Michael Valgren (DEN)     | 56e                       |
| 77                        | Julius van den Berg (NED) | 119e                      |

| Eolo-Kometa EOK | Eolo-Kometa EOK           | Eolo-Kometa EOK |
| --------------- | ------------------------- | --------------- |
| Num             | Coureur                   | Pos             |
| 81              | Vincenzo Albanese (ITA)   | 29e             |
| 82              | Davide De Cassan (ITA)    | 105e            |
| 83              | Alessandro Fancellu (ITA) | AB              |
| 84              | Erik Fetter (HUN)         | 85e             |
| 85              | Andrea Garosio (ITA)      | 84e             |
| 86              | Francesco Gavazzi (ITA)   | 108e            |
| 87              | Diego Pablo Sevilla (ESP) | 39e             |

| Green Project-Bardiani CSF-Faizanè BCF | Green Project-Bardiani CSF-Faizanè BCF | Green Project-Bardiani CSF-Faizanè BCF |
| -------------------------------------- | -------------------------------------- | -------------------------------------- |
| Num                                    | Coureur                                | Pos                                    |
| 91                                     | Filippo Fiorelli (ITA)                 | 80e                                    |
| 92                                     | Riccardo Lucca (ITA)                   | 106e                                   |
| 93                                     | Filippo Magli (ITA)                    | 67e                                    |
| 94                                     | Henok Mulubrhan (ERI)                  | 102e                                   |
| 95                                     | Alessandro Pinarello (ITA)             | 98e                                    |
| 96                                     | Alessandro Tonelli (ITA)               | 83e                                    |
| 97                                     | Martin Marcellusi (ITA)                | 7e                                     |

| Ineos Grenadiers IGD | Ineos Grenadiers IGD   | Ineos Grenadiers IGD |
| -------------------- | ---------------------- | -------------------- |
| Num                  | Coureur                | Pos                  |
| 101                  | Filippo Ganna (ITA)    | 4e                   |
| 102                  | Thymen Arensman (NED)  | 51e                  |
| 103                  | Salvatore Puccio (ITA) | 74e                  |
| 104                  | Brandon Rivera (COL)   | 57e                  |
| 105                  | Ben Swift (GBR)        | 42e                  |
| 106                  | Connor Swift (GBR)     | 76e                  |
| 107                  | Ben Turner (GBR)       | 27e                  |

| Intermarché-Circus-Wanty ICW | Intermarché-Circus-Wanty ICW | Intermarché-Circus-Wanty ICW |
| ---------------------------- | ---------------------------- | ---------------------------- |
| Num                          | Coureur                      | Pos                          |
| 111                          | Lorenzo Rota (ITA)           | AB                           |
| 112                          | Francesco Busatto (ITA)      | 37e                          |
| 113                          | Rui Costa (POR)              | 5e                           |
| 114                          | Madis Mihkels (EST)          | AB                           |
| 115                          | Dion Smith (NZL)             | 124e                         |
| 116                          | Rein Taaramäe (EST)          | 86e                          |
| 117                          | Georg Zimmermann (GER)       | 6e                           |

| Israel-Premier Tech IPT | Israel-Premier Tech IPT  | Israel-Premier Tech IPT |
| ----------------------- | ------------------------ | ----------------------- |
| Num                     | Coureur                  | Pos                     |
| 121                     | Domenico Pozzovivo (ITA) | 20e                     |
| 122                     | Marco Frigo (ITA)        | 97e                     |
| 123                     | Reto Hollenstein (SUI)   | 99e                     |
| 124                     | Hugo Houle (CAN)         | 50e                     |
| 125                     | Nick Schultz (AUS)       | 10e                     |
| 126                     | Corbin Strong (NZL)      | 65e                     |

| Jumbo-Visma TJV | Jumbo-Visma TJV             | Jumbo-Visma TJV |
| --------------- | --------------------------- | --------------- |
| Num             | Coureur                     | Pos             |
| 131             | Wout van Aert (BEL)         | 52e             |
| 132             | Milan Vader (NED)           | 128e            |
| 133             | Wilco Kelderman (NED)       | 54e             |
| 134             | Steven Kruijswijk (NED)     | 110e            |
| 135             | Gijs Leemreize (NED)        | AB              |
| 136             | Sam Oomen (NED)             | 73e             |
| 137             | Attila Valter (HUN) (route) | 55e             |

| Lidl-Trek LTK | Lidl-Trek LTK                 | Lidl-Trek LTK |
| ------------- | ----------------------------- | ------------- |
| Num           | Coureur                       | Pos           |
| 141           | Bauke Mollema (NED)           | 43e           |
| 142           | Filippo Baroncini (ITA)       | 38e           |
| 143           | Amanuel Ghebreigzabhier (ERI) | 22e           |
| 144           | Juan Pedro López (ESP)        | 120e          |
| 145           | Jacopo Mosca (ITA)            | 30e           |
| 146           | Natnael Tesfatsion (ERI)      | 45e           |
| 147           | Mathias Vacek (CZE) (route)   | AB            |

| Lotto Dstny LTD | Lotto Dstny LTD           | Lotto Dstny LTD |
| --------------- | ------------------------- | --------------- |
| Num             | Coureur                   | Pos             |
| 151             | Thomas De Gendt (BEL)     | AB              |
| 152             | Johannes Adamietz (GER)   | 62e             |
| 153             | Jacopo Guarnieri (ITA)    | AB              |
| 154             | Sylvain Moniquet (BEL)    | 12e             |
| 155             | Mathijs Paasschens (NED)  | 92e             |
| 156             | Lennert Van Eetvelt (BEL) | 113e            |
| 157             | Maxim Van Gils (BEL)      | 112e            |

| Q36.5 Pro Cycling Team Q36 | Q36.5 Pro Cycling Team Q36 | Q36.5 Pro Cycling Team Q36 |
| -------------------------- | -------------------------- | -------------------------- |
| Num                        | Coureur                    | Pos                        |
| 161                        | Negasi Abreha (ETH)        | 78e                        |
| 162                        | Marcel Camprubí (ESP)      | 61e                        |
| 163                        | Corey Davis (USA)          | AB                         |
| 164                        | Damien Howson (AUS)        | 107e                       |
| 165                        | Kamil Małecki (POL)        | AB                         |
| 166                        | Pavel Novák (CZE)          | 121e                       |
| 167                        | Nicolò Parisini (ITA)      | 101e                       |

| Soudal Quick-Step SOQ | Soudal Quick-Step SOQ | Soudal Quick-Step SOQ |
| --------------------- | --------------------- | --------------------- |
| Num                   | Coureur               | Pos                   |
| 171                   | Mattia Cattaneo (ITA) | 23e                   |
| 172                   | Dries Devenyns (BEL)  | 53e                   |
| 173                   | Andrea Bagioli (ITA)  | 1er                   |
| 174                   | Junior Lecerf (BEL)   | 11e                   |
| 175                   | Mauro Schmid (SUI)    | AB                    |
| 176                   | Pieter Serry (BEL)    | 69e                   |
| 177                   | Louis Vervaeke (BEL)  | AB                    |

| Team DSM-Firmenich DSM | Team DSM-Firmenich DSM        | Team DSM-Firmenich DSM |
| ---------------------- | ----------------------------- | ---------------------- |
| Num                    | Coureur                       | Pos                    |
| 181                    | Patrick Bevin (NZL)           | 60e                    |
| 182                    | Romain Combaud (FRA)          | 64e                    |
| 183                    | Matthew Dinham (AUS)          | 94e                    |
| 184                    | Sean Flynn (GBR)              | 35e                    |
| 185                    | Jonas Iversby Hvideberg (NOR) | 109e                   |
| 186                    | Florian Stork (GER)           | 18e                    |
| 187                    | Frank van den Broek (NED)     | 71e                    |

| Team Jayco AlUla JAY | Team Jayco AlUla JAY   | Team Jayco AlUla JAY |
| -------------------- | ---------------------- | -------------------- |
| Num                  | Coureur                | Pos                  |
| 191                  | Michael Matthews (AUS) | 31e                  |
| 192                  | Simon Yates (GBR)      | 13e                  |
| 193                  | Lawson Craddock (USA)  | AB                   |
| 194                  | Eddie Dunbar (IRL)     | 21e                  |
| 195                  | Felix Engelhardt (GER) | 96e                  |
| 196                  | Jan Maas (NED)         | 129e                 |
| 197                  | Matteo Sobrero (ITA)   | 95e                  |

| Tudor Pro Cycling Team TUD | Tudor Pro Cycling Team TUD   | Tudor Pro Cycling Team TUD |
| -------------------------- | ---------------------------- | -------------------------- |
| Num                        | Coureur                      | Pos                        |
| 201                        | Nils Brun (SUI)              | 91e                        |
| 202                        | Aloïs Charrin (FRA)          | 130e                       |
| 203                        | Jacob Eriksson (SWE)         | 131e                       |
| 204                        | Lucas Eriksson (SWE) (route) | 132e                       |
| 205                        | Alexander Kamp (DEN)         | 126e                       |
| 206                        | Sébastien Reichenbach (SUI)  | 40e                        |
| 207                        | Mathys Rondel (FRA)          | 36e                        |

| UAE Team Emirates UAD | UAE Team Emirates UAD      | UAE Team Emirates UAD |
| --------------------- | -------------------------- | --------------------- |
| Num                   | Coureur                    | Pos                   |
| 211                   | Davide Formolo (ITA)       | 14e                   |
| 212                   | Sjoerd Bax (NED)           | 125e                  |
| 214                   | Marc Hirschi (SUI) (route) | 2e                    |
| 215                   | Vegard Stake Laengen (NOR) | 104e                  |
| 216                   | Diego Ulissi (ITA)         | 28e                   |
| 217                   | Michael Vink (NZL)         | AB                    |

| Movistar Team MOV | Movistar Team MOV          | Movistar Team MOV |
| ----------------- | -------------------------- | ----------------- |
| Num               | Coureur                    | Pos               |
| 1                 | Iván García Cortina (ESP)  | 72e               |
| 2                 | Alex Aranburu (ESP)        | 3e                |
| 3                 | Matteo Jorgenson (USA)     | 25e               |
| 4                 | Max Kanter (GER)           | 100e              |
| 5                 | Oier Lazkano (ESP) (route) | 90e               |
| 6                 | José Joaquín Rojas (ESP)   | 63e               |
| 7                 | Iván Sosa (COL)            | 49e               |

| Alpecin-Deceuninck ADC | Alpecin-Deceuninck ADC  | Alpecin-Deceuninck ADC |
| ---------------------- | ----------------------- | ---------------------- |
| Num                    | Coureur                 | Pos                    |
| 11                     | Alex Bogna (AUS)        | 82e                    |
| 12                     | Jimmy Janssens (BEL)    | 116e                   |
| 13                     | Axel Laurance (FRA)     | 34e                    |
| 14                     | Xandro Meurisse (BEL)   | 26e                    |
| 15                     | Stefano Oldani (ITA)    | 33e                    |
| 16                     | Jason Osborne (GER)     | 115e                   |
| 17                     | Kristian Sbaragli (ITA) | 68e                    |

| Astana Qazaqstan Team AST | Astana Qazaqstan Team AST | Astana Qazaqstan Team AST |
| ------------------------- | ------------------------- | ------------------------- |
| Num                       | Coureur                   | Pos                       |
| 21                        | Fabio Felline (ITA)       | 58e                       |
| 22                        | Cees Bol (NED)            | 118e                      |
| 23                        | Gianmarco Garofoli (ITA)  | 127e                      |
| 24                        | David de la Cruz (ESP)    | 17e                       |
| 25                        | Gianni Moscon (ITA)       | 114e                      |
| 26                        | Christian Scaroni (ITA)   | 59e                       |
| 27                        | Harold Tejada (COL)       | 8e                        |

| Bahrain Victorious TBV | Bahrain Victorious TBV    | Bahrain Victorious TBV |
| ---------------------- | ------------------------- | ---------------------- |
| Num                    | Coureur                   | Pos                    |
| 31                     | Mikel Landa (ESP)         | 48e                    |
| 32                     | Santiago Buitrago (COL)   | 24e                    |
| 33                     | Nicolò Buratti (ITA)      | 103e                   |
| 34                     | Andrea Pasqualon (ITA)    | AB                     |
| 35                     | Hermann Pernsteiner (AUT) | 44e                    |
| 36                     | Antonio Tiberi (ITA)      | 9e                     |
| 37                     | Edoardo Zambanini (ITA)   | 117e                   |

| Bora-Hansgrohe BOH | Bora-Hansgrohe BOH     | Bora-Hansgrohe BOH |
| ------------------ | ---------------------- | ------------------ |
| Num                | Coureur                | Pos                |
| 41                 | Patrick Konrad (AUT)   | 123e               |
| 42                 | Giovanni Aleotti (ITA) | 41e                |
| 43                 | Bob Jungels (LUX)      | 16e                |
| 44                 | Florian Lipowitz (GER) | 15e                |
| 45                 | Anton Palzer (GER)     | 77e                |
| 46                 | Ide Schelling (NED)    | AB                 |
| 47                 | Frederik Wandahl (DEN) | 122e               |

| Cofidis COF | Cofidis COF            | Cofidis COF |
| ----------- | ---------------------- | ----------- |
| Num         | Coureur                | Pos         |
| 51          | Guillaume Martin (FRA) | DQ          |
| 52          | Simon Geschke (GER)    | 93e         |
| 53          | Jesús Herrada (ESP)    | 87e         |
| 54          | Axel Mariault (FRA)    | 89e         |
| 55          | Rémy Rochas (FRA)      | 46e         |
| 56          | Hugo Toumire (FRA)     | 66e         |
| 57          | Harrison Wood (GBR)    | 111e        |

| Team Corratec-Selle Italia COR | Team Corratec-Selle Italia COR | Team Corratec-Selle Italia COR |
| ------------------------------ | ------------------------------ | ------------------------------ |
| Num                            | Coureur                        | Pos                            |
| 61                             | Andrii Ponomar (UKR)           | NP                             |
| 62                             | Matteo Amella (ITA)            | 81e                            |
| 63                             | Antoine Debons (SUI)           | 88e                            |
| 64                             | Alessandro Iacchi (ITA)        | AB                             |
| 65                             | Simone Olivero (ITA)           | AB                             |
| 66                             | Charlie Quarterman (GBR)       | 133e                           |
| 67                             | Karel Vacek (CZE)              | 79e                            |

| EF Education-EasyPost EFE | EF Education-EasyPost EFE | EF Education-EasyPost EFE |
| ------------------------- | ------------------------- | ------------------------- |
| Num                       | Coureur                   | Pos                       |
| 71                        | Jonathan Caicedo (ECU)    | 19e                       |
| 72                        | Diego Camargo (COL)       | 47e                       |
| 73                        | Mikkel Honoré (DEN)       | 32e                       |
| 74                        | Andrea Piccolo (ITA)      | 70e                       |
| 75                        | Sean Quinn (USA)          | 75e                       |
| 76                        | Michael Valgren (DEN)     | 56e                       |
| 77                        | Julius van den Berg (NED) | 119e                      |

| Eolo-Kometa EOK | Eolo-Kometa EOK           | Eolo-Kometa EOK |
| --------------- | ------------------------- | --------------- |
| Num             | Coureur                   | Pos             |
| 81              | Vincenzo Albanese (ITA)   | 29e             |
| 82              | Davide De Cassan (ITA)    | 105e            |
| 83              | Alessandro Fancellu (ITA) | AB              |
| 84              | Erik Fetter (HUN)         | 85e             |
| 85              | Andrea Garosio (ITA)      | 84e             |
| 86              | Francesco Gavazzi (ITA)   | 108e            |
| 87              | Diego Pablo Sevilla (ESP) | 39e             |

| Green Project-Bardiani CSF-Faizanè BCF | Green Project-Bardiani CSF-Faizanè BCF | Green Project-Bardiani CSF-Faizanè BCF |
| -------------------------------------- | -------------------------------------- | -------------------------------------- |
| Num                                    | Coureur                                | Pos                                    |
| 91                                     | Filippo Fiorelli (ITA)                 | 80e                                    |
| 92                                     | Riccardo Lucca (ITA)                   | 106e                                   |
| 93                                     | Filippo Magli (ITA)                    | 67e                                    |
| 94                                     | Henok Mulubrhan (ERI)                  | 102e                                   |
| 95                                     | Alessandro Pinarello (ITA)             | 98e                                    |
| 96                                     | Alessandro Tonelli (ITA)               | 83e                                    |
| 97                                     | Martin Marcellusi (ITA)                | 7e                                     |

| Ineos Grenadiers IGD | Ineos Grenadiers IGD   | Ineos Grenadiers IGD |
| -------------------- | ---------------------- | -------------------- |
| Num                  | Coureur                | Pos                  |
| 101                  | Filippo Ganna (ITA)    | 4e                   |
| 102                  | Thymen Arensman (NED)  | 51e                  |
| 103                  | Salvatore Puccio (ITA) | 74e                  |
| 104                  | Brandon Rivera (COL)   | 57e                  |
| 105                  | Ben Swift (GBR)        | 42e                  |
| 106                  | Connor Swift (GBR)     | 76e                  |
| 107                  | Ben Turner (GBR)       | 27e                  |

| Intermarché-Circus-Wanty ICW | Intermarché-Circus-Wanty ICW | Intermarché-Circus-Wanty ICW |
| ---------------------------- | ---------------------------- | ---------------------------- |
| Num                          | Coureur                      | Pos                          |
| 111                          | Lorenzo Rota (ITA)           | AB                           |
| 112                          | Francesco Busatto (ITA)      | 37e                          |
| 113                          | Rui Costa (POR)              | 5e                           |
| 114                          | Madis Mihkels (EST)          | AB                           |
| 115                          | Dion Smith (NZL)             | 124e                         |
| 116                          | Rein Taaramäe (EST)          | 86e                          |
| 117                          | Georg Zimmermann (GER)       | 6e                           |

| Israel-Premier Tech IPT | Israel-Premier Tech IPT  | Israel-Premier Tech IPT |
| ----------------------- | ------------------------ | ----------------------- |
| Num                     | Coureur                  | Pos                     |
| 121                     | Domenico Pozzovivo (ITA) | 20e                     |
| 122                     | Marco Frigo (ITA)        | 97e                     |
| 123                     | Reto Hollenstein (SUI)   | 99e                     |
| 124                     | Hugo Houle (CAN)         | 50e                     |
| 125                     | Nick Schultz (AUS)       | 10e                     |
| 126                     | Corbin Strong (NZL)      | 65e                     |

| Jumbo-Visma TJV | Jumbo-Visma TJV             | Jumbo-Visma TJV |
| --------------- | --------------------------- | --------------- |
| Num             | Coureur                     | Pos             |
| 131             | Wout van Aert (BEL)         | 52e             |
| 132             | Milan Vader (NED)           | 128e            |
| 133             | Wilco Kelderman (NED)       | 54e             |
| 134             | Steven Kruijswijk (NED)     | 110e            |
| 135             | Gijs Leemreize (NED)        | AB              |
| 136             | Sam Oomen (NED)             | 73e             |
| 137             | Attila Valter (HUN) (route) | 55e             |

| Lidl-Trek LTK | Lidl-Trek LTK                 | Lidl-Trek LTK |
| ------------- | ----------------------------- | ------------- |
| Num           | Coureur                       | Pos           |
| 141           | Bauke Mollema (NED)           | 43e           |
| 142           | Filippo Baroncini (ITA)       | 38e           |
| 143           | Amanuel Ghebreigzabhier (ERI) | 22e           |
| 144           | Juan Pedro López (ESP)        | 120e          |
| 145           | Jacopo Mosca (ITA)            | 30e           |
| 146           | Natnael Tesfatsion (ERI)      | 45e           |
| 147           | Mathias Vacek (CZE) (route)   | AB            |

| Lotto Dstny LTD | Lotto Dstny LTD           | Lotto Dstny LTD |
| --------------- | ------------------------- | --------------- |
| Num             | Coureur                   | Pos             |
| 151             | Thomas De Gendt (BEL)     | AB              |
| 152             | Johannes Adamietz (GER)   | 62e             |
| 153             | Jacopo Guarnieri (ITA)    | AB              |
| 154             | Sylvain Moniquet (BEL)    | 12e             |
| 155             | Mathijs Paasschens (NED)  | 92e             |
| 156             | Lennert Van Eetvelt (BEL) | 113e            |
| 157             | Maxim Van Gils (BEL)      | 112e            |

| Q36.5 Pro Cycling Team Q36 | Q36.5 Pro Cycling Team Q36 | Q36.5 Pro Cycling Team Q36 |
| -------------------------- | -------------------------- | -------------------------- |
| Num                        | Coureur                    | Pos                        |
| 161                        | Negasi Abreha (ETH)        | 78e                        |
| 162                        | Marcel Camprubí (ESP)      | 61e                        |
| 163                        | Corey Davis (USA)          | AB                         |
| 164                        | Damien Howson (AUS)        | 107e                       |
| 165                        | Kamil Małecki (POL)        | AB                         |
| 166                        | Pavel Novák (CZE)          | 121e                       |
| 167                        | Nicolò Parisini (ITA)      | 101e                       |

| Soudal Quick-Step SOQ | Soudal Quick-Step SOQ | Soudal Quick-Step SOQ |
| --------------------- | --------------------- | --------------------- |
| Num                   | Coureur               | Pos                   |
| 171                   | Mattia Cattaneo (ITA) | 23e                   |
| 172                   | Dries Devenyns (BEL)  | 53e                   |
| 173                   | Andrea Bagioli (ITA)  | 1er                   |
| 174                   | Junior Lecerf (BEL)   | 11e                   |
| 175                   | Mauro Schmid (SUI)    | AB                    |
| 176                   | Pieter Serry (BEL)    | 69e                   |
| 177                   | Louis Vervaeke (BEL)  | AB                    |

| Team DSM-Firmenich DSM | Team DSM-Firmenich DSM        | Team DSM-Firmenich DSM |
| ---------------------- | ----------------------------- | ---------------------- |
| Num                    | Coureur                       | Pos                    |
| 181                    | Patrick Bevin (NZL)           | 60e                    |
| 182                    | Romain Combaud (FRA)          | 64e                    |
| 183                    | Matthew Dinham (AUS)          | 94e                    |
| 184                    | Sean Flynn (GBR)              | 35e                    |
| 185                    | Jonas Iversby Hvideberg (NOR) | 109e                   |
| 186                    | Florian Stork (GER)           | 18e                    |
| 187                    | Frank van den Broek (NED)     | 71e                    |

| Team Jayco AlUla JAY | Team Jayco AlUla JAY   | Team Jayco AlUla JAY |
| -------------------- | ---------------------- | -------------------- |
| Num                  | Coureur                | Pos                  |
| 191                  | Michael Matthews (AUS) | 31e                  |
| 192                  | Simon Yates (GBR)      | 13e                  |
| 193                  | Lawson Craddock (USA)  | AB                   |
| 194                  | Eddie Dunbar (IRL)     | 21e                  |
| 195                  | Felix Engelhardt (GER) | 96e                  |
| 196                  | Jan Maas (NED)         | 129e                 |
| 197                  | Matteo Sobrero (ITA)   | 95e                  |

| Tudor Pro Cycling Team TUD | Tudor Pro Cycling Team TUD   | Tudor Pro Cycling Team TUD |
| -------------------------- | ---------------------------- | -------------------------- |
| Num                        | Coureur                      | Pos                        |
| 201                        | Nils Brun (SUI)              | 91e                        |
| 202                        | Aloïs Charrin (FRA)          | 130e                       |
| 203                        | Jacob Eriksson (SWE)         | 131e                       |
| 204                        | Lucas Eriksson (SWE) (route) | 132e                       |
| 205                        | Alexander Kamp (DEN)         | 126e                       |
| 206                        | Sébastien Reichenbach (SUI)  | 40e                        |
| 207                        | Mathys Rondel (FRA)          | 36e                        |

| UAE Team Emirates UAD | UAE Team Emirates UAD      | UAE Team Emirates UAD |
| --------------------- | -------------------------- | --------------------- |
| Num                   | Coureur                    | Pos                   |
| 211                   | Davide Formolo (ITA)       | 14e                   |
| 212                   | Sjoerd Bax (NED)           | 125e                  |
| 214                   | Marc Hirschi (SUI) (route) | 2e                    |
| 215                   | Vegard Stake Laengen (NOR) | 104e                  |
| 216                   | Diego Ulissi (ITA)         | 28e                   |
| 217                   | Michael Vink (NZL)         | AB                    |